# Đorđe Marjanović
Đorđe Marjanović, serb. Ђорђе Марјановић (ur. 30 października 1931 w Kučevie, zm. 15 maja 2021 w Belgradzie) – serbski piosenkarz.

## Wczesne życie
Đorđe Marjanović urodził się 30 października 1931 roku w mieście Kučevo. Jego matka zmarła, gdy miał zaledwie dziewięć miesięcy. Po śmierci żony ojciec Marjanovića zostawił dziecko matce żony, która go wychowywała. Marjanović miał siostrę Ljiljana i przyrodniego brata z drugiego małżeństwa ojca, Vojislava.
Marjanović uczęszczał do liceum w mieście Požarevac. W liceum interesował się teatrem, reżyserowaniem i aktorstwem. Po maturze przeniósł się do Belgradu, gdzie z woli babci w 1950 roku rozpoczął studia farmaceutyczne. Jednak jego babcia zmarła, a Marjanović został bez funduszy na kontynuowanie studiów. Aby zarobić, wykonywał różne prace: rozładowywał wagony na stacjach kolejowych, pracował jako zbieracz subskrypcji w Radiu Belgrad, a także jako mleczarz, występował jako aktor drugoplanowy w Jugosłowiańskim Teatrze Dramatycznym oraz w kilku jugosłowiańskich filmach: Svi na more, Anikina vremena, Sumnjivo lice, Pesma sa Kumbare. Nigdy nie ukończył studiów.

## Kariera
Marjanović rozpoczął karierę w połowie lat pięćdziesiątych, a sławę zyskał pod koniec lat pięćdziesiątych. W latach 60. nagrał wiele przebojów i stał się pierwszą gwiazdą jugosłowiańskiej muzyki popularnej, ale również zdobył dużą popularność w Związku Radzieckim. Ze względu na występy na scenie i włączenie zagranicznych przebojów rock and rolla do swojego repertuaru, Marjanović był często opisywany jako jeden z pionierów jugosłowiańskiej sceny rockowej. W latach siedemdziesiątych i osiemdziesiątych udało mu się utrzymać lojalną rzeszę fanów. W 1990 roku doznał udaru mózgu na scenie, po którym częściowo wyzdrowiał, jednak zdecydował się wycofać z życia artystycznego. 

## Życie prywatne
Marjanović był dwukrotnie żonaty. Ze swoją pierwszą żoną Zlatą nie miał dzieci, a z drugą żoną Eli Nikolajevną Borisenko miał troje dzieci: córki Nataliję i Nevenę oraz syna Marko. Obie jego córki ukończyły Wydział Sztuk Muzycznych w Belgradzie. 
Marjanović mieszkał w Belgradzie, sporadycznie pomieszkując w rodzinnej miejscowości Kučevo. Zmarł 15 maja 2021 roku w wieku 89 lat z powodu COVID-19.

## Nagrody i odznaczenia
- Złoty pierścień Sisak (1971)
- Srebrna tablica Kučevo (1978)
- Nagroda Stowarzyszenia Muzyków Serbii za całokształt twórczości (1988)
- Grand Prix festiwalu MESAM (1989)
- Order Przyjaźni Narodów (1990)
- Złota Syrenka za całokształt twórczości (2000)

## Biografia
- Đorđe Marjanović w bazie Discogs.com (ang.)
- Đorđe Marjanović w bazie IMDb (ang.)
- Đorđe Marjanović w bazie Filmweb